# Котовська волость
Котовська волость — адміністративно-територіальна одиниця Новомосковського повіту Катеринославської губернії. 
Станом на 1886 рік у складі було 4 поселення, 4 громад. Населення 4293 особи (2328 чоловічої статі і 1965 — жіночої), 643 дворових господарств. 
|                     | Площа, десятин | У тому числі орної, десятин |
| ------------------- | -------------- | --------------------------- |
| Сільських громад    | 2831           | 2130                        |
| Приватної власності | 18496          | 4443                        |
| Іншої власності     | 120            | 120                         |
| Загалом             | 21447          | 6693                        |

Найбільше поселення волості:
- Котовка — містечко над річкою Оріль, 3030 осіб, 1 православна церква і 1 єврейська синагога.